# 良應法親王
良應法親王（1678年7月26日—1708年8月8日），俗名勝明，幼名勝宮，是江戶時代中期皇族及僧人。父母是後西天皇和梅小路定子。出家後，受親王宣下為法親王，兼任曼殊院門跡和比叡山延曆寺天台座主，其位階為二品，法號圓妙院。

## 履歷
貞享二年（1685年）成為良尚入道親王付弟，貞享四年（1687年）四月接受親王宣下，同年十月得度，法號良應，元祿十一年（1698年）七月敘二品。到寶永五年（1708年）六月擔任天台座主，次日去世，葬一乘寺山。